# Disternicher Mühle
Die Disternicher Mühle steht am Neffelbach bei Disternich im Kreis Düren direkt an der Hallenburg.
Die Disternicher Mahlmühle gehörte ursprünglich zur Burg Disternich. 1820 hatte die Mühle ein unterschlächtiges Wasserrad und einen Mahlgang, 1830 gab es schon einen zweiten Mahlgang. Zu dem Zeitpunkt war Mathias Frohn aus Disternich Eigentümer. Durch Heirat kam die Mühle danach an die Familie Grewe, bevor 1928 die Familie Porta die Mühle kaufte.
1930 wurde das Anwesen durch einen Brand fast völlig zerstört. Nach dem Wiederaufbau wurde noch bis 1958 Getreide gemahlen. Der Mahlbetrieb wurde wegen fehlender Rentabilität eingestellt. Das Gebäude wird als Wohnhaus genutzt. Vom Wasserrad (3 m breit und 3 m hoch) sind noch Reste zu erkennen.